# Vera Henriksen
Vera Henriksen, właśc. Vera Margrethe Roscher Lund (ur. 22 marca 1927 w Oslo, zm. 23 maja 2016) – norweska pisarka, autorka powieści historycznych.
Była córką Ragnvalda Alfreda Roschera Lunda (1899–1975), pułkownika norweskiej armii, i Bergljot Staubo (1897–1980). W latach 1946–1963 przebywała w USA, gdzie studiowała między innymi architekturę na Uniwersytecie Yale (1946–1948), oraz historię sztuki i dziennikarstwo na Uniwersytecie Columbia (1948–1949).
Autorka sagi Córka Wikingów, na którą składają się Srebrny młotek, Znak i Święty król, oraz Zaczarowany kamień. Poza powieściami historycznymi, tworzyła także powieści osadzone we współczesności, książki dla dzieci, a także literaturę faktu dotyczącą historii.

## Wybrane publikacje
Autorka następujących książek:
- Sølvhammeren (1961)
- Jærtegn (1962)
- Helgenkongen (1963)
- Glassberget (1966)
- Trollsteinen (1970)
- Pilegrimsferd (1971)
- Blåbreen (1973)
- Staupet (1975)
- Skjærsild (1977)
- Dronningsagaen (1979)
- Kongespei (1980)
- Odins ravner. Bodvars saga (1983)
- Spydet. Bodvars saga (1984)
- Runekorset  (1986)
- Rekviem for et lite dampskip (1988)
- Ravn og due. Bodvars saga (1989)
- Stavkjerringa (1997)
- Jarlefeiden (2003)

## Nagrody literackie
Uhonorowano ją między innymi:
- Nagrodą Księgarzy Norweskich Bokhandlerprisen za powieść Sølvhammeren (Srebrny młotek)[1]
- Nagrodą Mads Wiel Nygaards legat - przyznawaną przez norweskie wydawnictwo Aschehoug (1978)[5]